# フットボールオールスターズ
『フットボールオールスターズ』は2013年4月25日からYahoo!ゲームにて正式サービスを始めたコナミデジタルエンタテインメントのサッカーのオンライントレーディングカードゲーム（4月10日から24日までの間、β版として運営）。2014年9月30日サービス終了となった。
2011年に発売を開始した『FOOTBALL ALLSTAR'S J.LEAGUE』（以下旧作。2011年サービス開始、2013年10月10日サービス終了。2013年4月24日からサービス終了まで本作への引き継ぎを実施した）の後継作品。旧作は『Digital Game Card』シリーズの1作品目で、『BASEBALL ALLSTAR'S』と同時期に発売された。

## 概要
試合は公式サイト内で行われる。ブラウザゲームであり、専用クライアントなどはない。選手カード（1パック2枚200円・日本代表Ver.は300円、もしくはカルビーのJリーグチップスに1枚付属 2011・2012年度のみ）を購入し、選手カードに書かれているコードを公式サイトから入力することで選手を登録できる。ゲーム開始時に「デジタルカード」が配布され、ゲーム内で「ビクトリーポイント」をためると「デジタルカード」を手に入れられるため、選手カードを購入・登録しなくてもプレーできる。
2012年版アップデートで、選手カードがコインで購入できるようになった。また、パックのカードから白黒がなくなり、ST以上のみとなった。これに伴い、コインまたはゲーム中で引き当てたカードを「デジタルカード」、販売店で購入したカードを「リアルカード」と区別するようになった。

### 選手データ
Jリーグに所属しているチームの選手がカード化されているほか、2012 日本代表Ver.では、SAMURAI BLUE(日本代表)･U－23 NIPPON NATIONAL TEAMの選手がカード化されている。また、旧作ではオリジナル選手の作成もできた。
選手にはそれぞれ10段階の能力とコストが設定されており、合計コストの値がリーグの設定値を超えるリーグには参加できない。また、ゲーム内で強化することによって、選手の能力が上がり、コストも上がることがある。
GK能力はオフェンス・ディフェンス・パンチング・キャッチング、その他のフィールドプレイヤー能力はオフェンス・ディフェンス・テクニック・スタミナが数値化されており、それ以外にもスペシャルスキルが1選手最高4つ設定されている。